# Zanokcica skalna
Zanokcica skalna (Asplenium trichomanes L.) – gatunek należący do rodziny zanokcicowatych. Występuje w Europie, Azji, Afryce, Australii, Nowej Zelandii i Ameryce Północnej. W Polsce częsta na południowym niżu i w górach.

## Morfologia

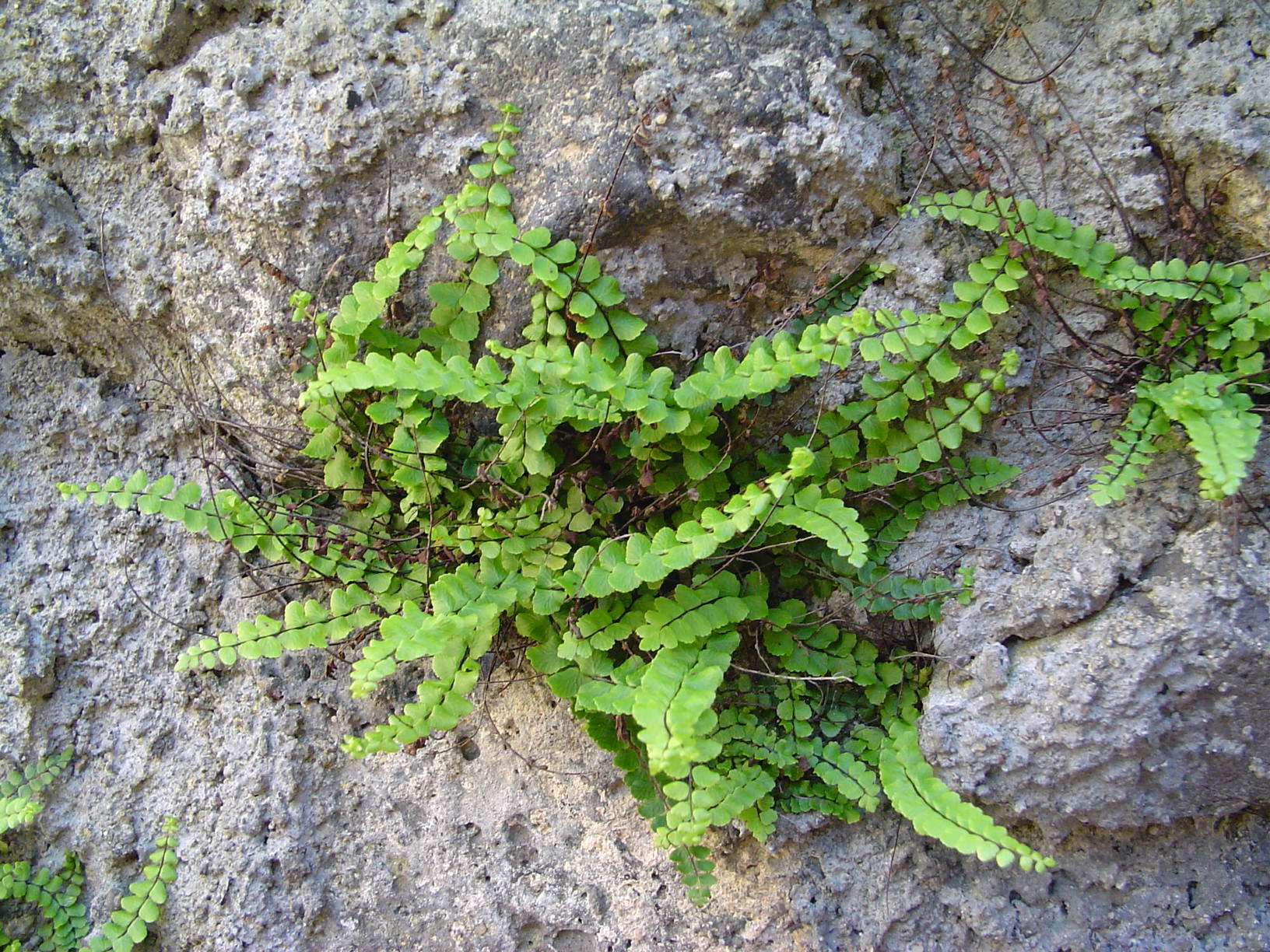
Pokrój

PokrójRoślina trwała o wysokości od 15 do 20 cm.
LiściePodłużnie jajowate, pojedynczo pierzaste, o odcinkach siedzących lub prawie siedzących, o ogonkach u nasady kłącza błyszcząco czerwonawych, o osi wraz z najwyższą częścią ogonka zielonych. Odcinki liściowe na krótkich, cienkich ogonkach.

## Biologia i ekologia
Zarodnikuje od lipca do sierpnia. Rośnie w szczelinach zacienionych skał. Gatunek charakterystyczny klasy Asplenietea rupestria. Liczba chromosomów 2n = 72.

## Zastosowanie
Ziele zanokcicy skalnej (Herba Adianthi rubri) zawiera rzadki aminokwas N-acetylornitynę. Było ono stosowane w medycynie naturalnej jako środek wykrztuśny.